# Maud Menten
Maud Leonora Menten (Port Lambton, 20 de março de 1879 - Leamington, 26 de julho de 1960) foi uma médica e cientista canadense, que fez importantes contribuições para a cinética enzimática e histoquímica.  Seu nome é associado com a famosa equação de Michaelis-Menten.

## Vida pessoal
Maud Menten nasceu em Port Lambton, Ontário, em 1879 e estudou medicina na Universidade de Toronto (BA 1904, MB 1907, MD 1911). Ela foi uma das primeiras mulheres no Canadá a ganhar um o título de doutora. Ela completou sua tese na Universidade de Chicago. Naquela época as mulheres não eram autorizadas a fazer investigação no Canadá, por isso ela decidiu fazer pesquisas em outros países como os Estados Unidos e Alemanha.
Pouco se sabe a respeito de sua família e sua infância. Apenas sabe-se que a família Menten se mudou para Harrison Mills, onde a mãe de Maud trabalhava como encarregada da agência local dos correios. Depois de completar o ensino médio, Maud foi para a Universidade de Toronto, onde obteve mestrado em fisiologia em 1907.
Estudiosa e dedicada, foi indicada como membro do Instituto Rockefeller de Pesquisas Médicas, em Nova York, em 1907. Lá estudou o efeito do brometo de rádio em tumores cancerígenos em ratos. Maud e mais dois cientistas publicaram os resultados de seus experimentos na primeira monografia do instituto. Após um ano no instituto, Maud trabalhou como interna na Enfermaria Infantil e da Mulher, em Nova York. Ela retornou ao Canadá para começar seus estudos na Universidade de Toronto um ano depois. Em 1911, tornou-se a primeira mulher no Canadá a obter um doutorado em medicina.

## Carreira
Em 1912, mudou-se para Berlim, onde trabalhou com Leonor Michaelis, que também foi co-autora do artigo na revista Biochemische Zeitschrift, que mostrou que a velocidade de uma reação catalisada por enzima é proporcional à quantidade do complexo enzima-substrato. Esta relação entre velocidade da reação e a concentração de enzima-substrato é conhecida por equação de Michaelis-Menten.
Após estudar com Leonor, na Alemanha, ela ingressou na Universidade de Chicago, onde obteve seu doutorado em 1916, com a dissertação intitulada "The Alkalinity of the Blood in Malignancy and Other Pathological Conditions; Together with Observations on the Relation of the Alkalinity of the Blood to Barometric Pressure" (A Alcalinidade do Sangue em Malignidade e Outras Condições Patológicas, Juntamente com Observações sobre a Relação da Alcalinidade do Sangue com a Pressão Barométrica). Em seguida, Maud foi para a Universidade de Pittsburgh, onde ficou de 1923 até 1959, tendo sido professora assistente e associada na Escola de Medicina e chefe de patologia do Hospital Infantil de Pittsburgh. Sua última promoção foi para professora titular, em 1948, aos 69 anos.
Sua última posição acadêmica foi como pesquisadora membro do Instituto de Pesquisas Médicas da Colúmbia Britânica, de 1951 a 1953.
Seu trabalho mais famoso foi sobre a cinética enzimática, junto de Leonor Michaelis, baseado nas descobertas anteriores de Victor Henri, resultando na equação de Michaelis–Menten. Maud Menten também criou a reação de acoplamento diazóico para a fosfatase alcalina, ainda em uso na histoquímica. Maud também caracterizou e estudou toxinas de bactérias como as B. paratyphosus, Streptococcus scarlatina e Salmonella ssp., usadas em um programa bem sucedido de imunização contra a escarlatina em Pittsburgh , nos anos 1930 e 1940. Ela também conduziu a primeira separação eletroforética das proteínas da hemoglobina, em 1944 e trabalhou com as propriedades da hemoglobina, regulação do nível de açúcar no sangue e funções renais, tendo escrito e participado de mais de 100 artigos científicos.

## Aposentadoria e morte
Maud era descrita, normalmente, como uma mulher discreta e determinada. Dirigia seu Modelo T, da Ford, pelo campus da universidade por 32 anos. Tocava clarineta e era pintora, tendo exposto trabalhos em galerias de arte em Pittsburgh. Gostava de explorar montanhas, de astronomia e participou de uma missão ao Ártico. Era fluente em russo, francês, alemão, italiano e ao menos um idioma de nativos norte-americanos. Mesmo tendo trabalhado boa parte da vida nos Estados Unidos, ela nunca pleiteou uma cidadania.
Após sua aposentadoria da Universidade de Pittsburgh , em 1950, Maud retornou ao Canadá para continuar sua pesquisa com câncer no Instituto de Pesquisas Médicas da Colúmbia Britânica. Sua saúde fragilizada a forçou a parar em 1955 e Maud faleceu em 20 de julho de 1960, aos 81 anos, em Leamington, Ontário.
Na ocasião de sua morte, seus colegas Aaron H. Stock e Anna-Mary Carpenter escreveram um obituário na revista Nature:
| “ | Menten foi incansável em seus esforços em nome de crianças doentes. Era uma professora inspiradora que estimulou os estudantes de medicina, médicos residentes e pesquisadores associados a seus melhores esforços. Ela será lembrada por seus colegas por sua mente afiada, por sua dignidade e modéstia discreta, por sua inteligência e, sobretudo, por seu entusiasmo pela pesquisa. | ” |